# Vaterschaftsanerkennung
Die Anerkennung der Vaterschaft ist eine freiwillige Willenserklärung eines Mannes, als rechtlicher Vater eines Kindes gelten zu wollen. Zu ihrer Wirksamkeit sind weitere Voraussetzungen erforderlich.

## Deutschland
Die gesetzliche Grundlage der Vaterschaftsanerkennung bilden in Deutschland §§ 1594 ff. BGB.

### Hintergrund
Ein Kind hat in bestimmten Konstellationen (zunächst) keinen rechtlichen Vater. Dies ist immer dann der Fall, wenn keine gesetzliche Vaterschaftsvermutung vorliegt, also wenn zum Zeitpunkt der Geburt die Mutter ledig oder ihre Ehe rechtskräftig aufgehoben oder geschieden war oder wenn der Ehemann länger als 300 Tage vor der Geburt des Kindes verstorben ist. Gleiches gilt bei einem Kind, dessen Herkunft unklar ist (Findelkind), ferner wenn die bisherige Vaterschaft im Rahmen einer gerichtlichen Vaterschaftsanfechtung ausgeschlossen wurde.
In diesen Fällen führt eine Vaterschaftsanerkennung durch einen Mann in Verbindung mit einer Zustimmung der Mutter zur rechtlichen Vaterschaft des anerkennenden Mannes. Ob der Anerkennende auch der biologische Vater des Kindes ist, ist dabei unerheblich; der Gesetzgeber wollte mit dem Verfahren der Vaterschaftsanerkennung auch die Möglichkeit der rechtlichen Vaterschaft für solche Männer schaffen, die eine tatsächliche Vaterrolle („sozialer Vater“) ausfüllen, ohne biologischer Vater zu sein (z. B. in Patchwork-Familien). Die gelegentlich verwendete Begrifflichkeit der „wahrheitswidrigen“ Vaterschaftsanerkennung ist insofern verfehlt, da die Anerkennung nicht mit der Behauptung des Mannes verbunden ist, er sei in Wahrheit der biologische Vater des Kindes.
Nur dann, wenn der vermutete biologische Vater die Vaterschaft nicht freiwillig anerkennt, bedarf es zur rechtlich wirksamen Vaterschaft einer gerichtlichen Vaterschaftsfeststellung (§ 1600d Abs. 1 und 4 BGB). Der lediglich soziale aber nicht biologische Vater kann nicht auf dem Wege der gerichtlichen Vaterschaftsfeststellung in die Rolle des rechtlichen Vaters gezwungen werden.

### Vaterschaftsanerkennung
Die Anerkennung der Vaterschaft (§ 1594 BGB) ist eine freiwillige Willenserklärung. Die Vaterschaftsanerkennung erfordert die Zustimmung der Mutter und auch des Kindes, soweit der Mutter die elterliche Sorge nicht zusteht (§ 1595 BGB).
Sie kann nur wirksam werden, wenn sie vor einer Urkundsperson in öffentlicher Urkunde festgehalten wird (§ 1597 BGB). Urkundspersonen sind insbesondere die dazu ermächtigten Beschäftigten des Jugendamtes (§ 59 SGB VIII); es können aber auch Urkundsbeamte der Amtsgerichte, Standesbeamte, Notare sowie Konsularbeamte deutscher Auslandsvertretungen beurkunden. Meist erfolgt die Vaterschaftsanerkennung bei den Jugendämtern. Innerhalb eines gerichtlichen Vaterschaftsverfahrens kann die Vaterschaftsanerkennung auch vom Gericht beurkundet werden (§ 180 FamFG).
Sofern der Anerkennende oder die Mutter geschäftsunfähig sind, können rechtliche Betreuer (mit Genehmigung des Betreuungsgerichts) die Vaterschaft anerkennen oder Zustimmung der Mutter erklären, bei beschränkt Geschäftsfähigen reicht die Zustimmung des gesetzlichen Vertreters (§ 1596 BGB). Die Vaterschaftsanerkennung ist auch für das noch ungeborene Kind (Nasciturus) möglich (§ 1594 Abs. 4 BGB). Im Ausnahmefall ist eine Vaterschaftsanerkennung sogar für das noch ungezeugte Kind möglich.
Eine bewusst wahrheitswidrige Vaterschaftsanerkennung wird trotzdem rechtswirksam, allerdings kann auch in einem solchen Falle durch eine nachträgliche Vaterschaftsanfechtung die Vaterschaft wieder beseitigt werden. Zu beachten ist dabei aber die Frist des (§ 1600b BGB). Die Frist für die Anfechtung beginnt mit dem Zeitpunkt, in dem der Berechtigte von den Umständen erfährt, die gegen die Vaterschaft sprechen. Die Frist beginnt nicht vor der Geburt des Kindes und nicht, bevor die Anerkennung wirksam geworden ist. Dies hat zur Folge, dass die Anfechtung länger als zwei Jahre nach dem Wirksamwerden einer wahrheitswidrigen Vaterschaftsanerkennung nicht mehr möglich ist.

### Verdrängung bestehender Vaterschaft
Grundsätzlich ist dem Gesetz in § 1599 eine Sperre zu entnehmen, wonach die Geltendmachung der Nichtvaterschaft die verfahrensförmliche Vaterschaftsanfechtung voraussetzt, während hingegen nach § 1594 Abs. 2 BGB die bestehende Vaterschaft eines anderen Mannes eine Vaterschaftsanerkennung ausschließt.
Bei Unstrittigkeit werden jedoch nach § 1599 Abs. 2 als vorgesehene einzige Ausnahme diese Sperren durchgebrochen: Wird das Kind geboren, während die Ehe der Mutter noch nicht geschieden oder aufgehoben war, die Eheleute aber bereits die Scheidung eingereicht haben, gilt das Kind zwar zunächst als Kind des Ehemannes (§ 1593 BGB), mit dessen urkundlicher Zustimmung wird aber die Vaterschaftsanerkennung eines anderen Mannes, vorausgesetzt die Auflösung der Ehe erfolgt und die Anerkennung vor ihr oder vor Ablauf eines Jahres nach ihr, mit Rückwirkung auf den Tag der Geburt rechtswirksam.

### Missbräuchliche Vaterschaftsanerkennung
§ 1597a BGB verbietet eine missbräuchliche Anerkennung der Vaterschaft mit Bezug auf aufenthaltsrechtliche Regelungen und auf den Erwerb der deutschen Staatsangehörigkeit des Kindes. Leibliche Vaterschaft schließt eine Missbräuchlichkeit grundsätzlich aus.

### Rechtsfolgen der Vaterschaftsanerkennung
Die Vaterschaftsanerkennung bzw. die gerichtliche Vaterschaftsfeststellung hat zahlreiche Rechtsfolgen.

### Statistik
Wie das Statistische Bundesamt im November 2001 mitteilte, hat die Reform des Kindschaftsrechts seit Juli 1998 die Jugendämter erheblich entlastet. Die Zahl der dort vorgenommenen Vaterschaftsfeststellungen verringerte sich von knapp 149.000 im Jahr 1997 auf 105.100 im Jahr 2000. Für die 179.500 Neugeborenen mit nicht miteinander verheirateten Eltern des Jahres 2000 wurde in 105.100 Fällen oder 59 % die Vaterschaft durch ein Jugendamt festgestellt. In 4.300 der Verfahren bei Jugendämtern (4 %) konnte die Vaterschaft nicht amtlich festgestellt werden, weil beispielsweise der Vater unbekannt ist oder seiner Feststellung unüberwindbare Schwierigkeiten entgegenstehen, etwa wenn er sich ins Ausland abgesetzt hat oder von der Mutter nicht benannt wird. Dagegen bekannten sich 93.100 oder 89 % der Väter freiwillig zu ihrer Vaterschaft. In lediglich 7.700 Fällen (7 %) der Verfahren bei Jugendämtern erfolgte die Vaterschaftsfeststellung durch ein Gericht.

## Österreich
Die österreichischen Regelungen zur Vaterschaftsanerkennung entsprechen weitgehend den deutschen. Sie ergeben sich aus dem ABGB.

## Schweiz
Die gesetzliche Grundlage der Vaterschaftsanerkennung bilden in der Schweiz Art. 260 ff. ZGB.
Vor der Geburt ist das Kind unter dem Vorbehalt rechtsfähig, dass es lebendig geboren wird (Art. 31 ZGB). Die Rechtsfähigkeit des Nasciturus beginnt demnach mit dem Zeitpunkt der Zeugung, d. h. der Verschmelzung der
Keimzellen. Eine Vaterschaftsklage ist daher schon vor der Niederkunft zulässig (Art. 263 ZGB).